# Villa de Mazo
Villa de Mazo – gmina w Hiszpanii, w prowincji Santa Cruz de Tenerife, we wspólnocie autonomicznej Wysp Kanaryjskich, o powierzchni 71,17 km². W 2011 roku gmina liczyła 4898 mieszkańców.